# Killingbeck Island
Killingbeck Island (in Argentinien Isla Cerrito, in Chile Isla Jiménez) ist eine kleine Insel im Archipel der Adelaide- und Biscoe-Inseln vor der Loubet-Küste des Grahamlands auf der Antarktischen Halbinsel. Im Cole Channel liegt sie östlich des Rothera Point vor der Südostküste der Adelaide-Insel. 
Das UK Antarctic Place-Names Committee benannte sie 1964 nach John Basil Killingbeck (* 1936), Glaziologe beim British Antarctic Survey von 1960 bis 1963. Namensgeber der argentinischen Benennung ist die Schlacht von Cerrito am 31. Dezember 1812 im argentinischen Unabhängigkeitskrieg. Namensgeber der chilenischen Benennung ist dagegen Héctor Jiménez I., ein Teilnehmer an der 5. Chilenischen Antarktisexpedition (1950–1951), bei der dieser im eiskalten Wasser nach zwei verlorengegangenen Ankern getaucht hatte.